# Río de la Plata (Puerto Rico)
Río de la Plata es el río más largo de la isla y estado libre asociado de Puerto Rico. Se encuentra ubicado en la costa norte de la isla. Fluye de sur a norte y desemboca en el océano Atlántico a unas 11 millas (18 kilómetros) al oeste de la ciudad capital, San Juan. La desembocadura del río es una zona turística con playas de arena blanca.
La Plata tiene una longitud aproximada de 60,5 millas (equivalentes a 97 kilómetros) con su origen en el municipio de Guayama, Puerto Rico, a una altitud de aproximadamente 2.625 pies (equivalentes a 800 metros) sobre el nivel del mar. Cruza los municipios de Guayama, Cayey, Comerío, Naranjito, Toa Alta, Toa Baja, Dorado y formando dos lagos en su camino: Lago Carite y el Lago La Plata.
Los indígenas taínos se referían al río como "TOA", que significa madre, siendo este el nombre que se le dio a los pueblos de Toa Alta y Toa Baja situados en la desembocadura del río cerca del océano Atlántico.